# Las minas del rey Salomón (película de 1985)
Las minas del rey Salomón es una película de acción y aventuras de 1985; la cuarta adaptación cinematográfica de la novela Las minas del rey Salomón de Henry Rider Haggard, aunque está muy pobremente adaptada. Dirigida por J. Lee Thompson y producida por Cannon Group, Inc. fue protagonizada por Richard Chamberlain, Sharon Stone, Herbert Lom y John Rhys-Davies. Filmada en las afueras de Harare, Zimbabue; esta cinta tenía un tono cómico y ligero que parodiaba a Indiana Jones.

## Argumento
Jesse Huston, una hermosa joven, contrata los servicios del cazador Allan Quatermain para encontrar a su desaparecido padre, un famoso arqueólogo perdido cuando busca las legendarias minas del Rey Salomón en lo profundo de África. 
Descubren ha sido secuestrado por alemanes al servicio del Coronel Bouckner en la colonia de Namibia, los cuales tienen como aliados al mercader árabe Dogati, sobornan a los nativos para llevarlos al lugar aproximado donde están las minas de oro, porque descubrió el mapa verdadero indicando el lugar de las minas de oro, las cuales ellos quieren obtener para poder enriquecerse a gran escala y el gobierno de Alemania las necesita para financiar la guerra, Allan Quatermain se ve obligado a conseguir un nuevo mapa para adelantarse a los alemanes y a enfrentarse a los rivales cuando también buscan las minas, mientras el amor surge entre él y la bella Jesse.
Una lucha por esas minas empieza con ello, para liberar a su padre, encontrar las minas en África y regresar con las riquezas encontradas a Europa, para disfrutar juntos una vida llena de abundancia cuando se enamoran y escapan de los peligros enfrentados en África.

## Reparto
| Actor               | Personaje        |
| ------------------- | ---------------- |
| Richard Chamberlain | Allan Quatermain |
| Sharon Stone        | Jesse Huston     |
| Herbert Lom         | Cnel. Bockner    |
| John Rhys-Davies    | Dogati           |
| Shaike Ophir        | Kassam           |

## Producción
Se hizo esta película, porque se quiso imitar así el éxito que habían tenido las películas de Indiana Jones.

## Recepción
Aunque no les gustó a los críticos, esta película tuvo aun así suficiente éxito como para que se hiciese en 1987 una secuela de ella.